# باه راه غب (قيلاب)
باه راه غب (بالفارسية: پاه‌راه‌گپ) هي قرية تقع في قسم قيلاب الريفي، بمقاطعة أنديمشك التابعة لمحافظة خوزستان، إيران. يقدر عدد سكانها بـ 22 نسمة حسب الإحصاء السكاني الذي تمّ في عام 2006.